# Ojo por ojo, cuerno por cuerno
Ojo por ojo, cuerno por cuerno (Le dindon en su título original) es una obra de teatro de Georges Feydeau, que data de 1896 y estrenada en España en 1975.

## Argumento
La historia comienza con Pontagnac siguiendo a una bella mujer a la que ve por la calle. Una vez en casa de la mujer Lucienne, descubre que es la mujer de un amigo suyo Vatelin, un hombre honrado que ama a su mujer por encima de todo. Pero Pontagnac, descubre que la mujer también es cortejada por Rédillon. Lucienne, les confirma que solo escogerá a uno de sus pretendientes, si llegara a descubrir que su marido es un mal hombre que la engaña con otra. Así será como los dos hombres, harán todo lo posible para que Lucienne, sorprenda a su marido en una actitud provocadora y la llegada de Maggy, una joven inglesa con la Vatelin, parece haber tenido una vaga relación, les será de bastante ayuda... .

## Algunas representaciones
- Teatro Arniches, Madrid, 11 de noviembre de 1975.
  - Dirección: Ricardo Lucía.
  - Escenografía: Víctor María Cortezo.
  - Intérpretes: Luis Prendes, Clara Suñer, Mercedes Barranco, Yolanda Farr, Juan José Otegui, Margarita Mas, Mónica Cano, Pepe Calvo.

## Adaptaciones
- Le Dindon, película de Henri Pouctal estrenada en 1913;
- Le Dindon, película de Claude Barma estrenada en 1951;
- Le Dindon, telefilme de Pierre Badel estrenada en 1986;
- Le Dindon, película de Jalil Lespert estrenada en 2019;